# 山口次郎
山口 次郎（やまぐち じろう、1904年11月25日 - 1997年1月1日）は、日本の工学者。大阪大学名誉教授、摂南大学名誉教授。専門は電気工学、半導体工学。学位は、工学博士（京都帝国大学・1945年）。

## 経歴
1904年（明治37年）、大阪府に生まれる。大阪府立今宮中学校、大阪工業専門学校 (旧制)を経て、1932年（昭和7年）に大阪帝国大学工学部に入学。同大を卒業後は電気試験所助手を経て1944年（昭和19年）大阪帝国大学工学部助教授に就任。

### 職歴
- 1968年（昭和43年）3月：定年退官、関西大学工学部教授
- 1975年（昭和50年）4月：摂南大学工学部教授
- 1977年（昭和52年）8月：摂南大学学長（第2代、1985年9月まで）
- 1985年（昭和60年）10月：摂南大学名誉教授[2]。

## 著書

### 単著
- 『波涛-わが電気・電子研究60年』（三田出版会、1991年）

### 編著
- 『電気計測工学』（平井平八郎、前田憲一との共編、オーム社、1960年）
- 『電気計測：大学課程』（オーム社、1966年）
- 『半導体工学：大学課程』（オーム社、1967年）
- 『電気工学概論：大学課程』（オーム社、1968年）
- 『電気電子計測：大学課程』（オーム社、1990年）
- 『電気電子工学概論：大学課程』（オーム社、1992年）